# Jean-Luc Le Moign
Pour les articles homonymes, voir Le Moign.
Jean-Luc Le Moign est un musicien breton, joueur de cornemuse écossaise, professeur de musique au conservatoire de Lorient. 
Il est notamment l'auteur de la Nouvelle méthode de cornemuse écossaise ou biniou braz, utilisée dans un grand nombre d'écoles de musique ou bagadig, pour l'enseignement de la cornemuse écossaise en France.

## Biographie
Jean-Luc Le Moig est entré à la Kevrenn de Rennes en 1966, au sein de laquelle il a milité pour séparer l'enseignement de l'histoire bretonne et l'enseignement de la pratique musicale.
Il fut secrétaire de Bodadeg ar Sonerion de 1972 à 1974, date à laquelle il en devint président, jusque 1976.
Il sera membre du Bagad de Lann Bihoué de 1978 à 1979. Dans les années 80, il est aussi membre du Bagad Elven.
Il a été enseignant au conservatoire de Soye, à Ploemeur, et au conservatoire de Lorient.
Il s'est aussi engagé en faveur d'une évolution de la musique bretonne, notamment via une plus grande objectivité lors des concours de sonneurs en couple.

## Récompenses
- Vainqueur du Championnat des sonneurs en couple, à Gourin, en 1972, au Great Highland Bagpipe, aux côtés de Michel Keranguyadier.
- Vainqueur du Championnat des sonneurs en couple, à Gourin, en 1992, au biniou kozh, aux côtés de Philippe Janvier.

## Publications
- Nouvelle méthode de cornemuse écossaise ou biniou braz, trois volumes[réf. incomplète]